# Pocahontas (Illinois)
Pocahontas es una villa ubicada en el condado de Bond en el estado estadounidense de Illinois. En el Censo de 2010 tenía una población de 784 habitantes y una densidad poblacional de 392,1 personas por km².

## Geografía
Pocahontas se encuentra ubicada en las coordenadas 38°49′28″N 89°32′20″O / 38.82444, -89.53889. Según la Oficina del Censo de los Estados Unidos, Pocahontas tiene una superficie total de 2 km², de la cual 1.95 km² corresponden a tierra firme y (2.72%) 0.05 km² es agua.

## Demografía
Según el censo de 2010, había 784 personas residiendo en Pocahontas. La densidad de población era de 392,1 hab./km². De los 784 habitantes, Pocahontas estaba compuesto por el 98.98% blancos, el 0.13% eran afroamericanos, el 0% eran amerindios, el 0.13% eran asiáticos, el 0% eran isleños del Pacífico, el 0% eran de otras razas y el 0.77% pertenecían a dos o más razas. Del total de la población el 0.51% eran hispanos o latinos de cualquier raza.